# Falha de Santo André

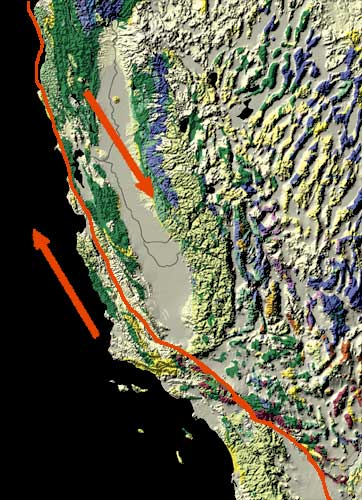
Mapa mostrando o movimento das placas tectônicas na Califórnia.

A Falha de Santo André (em inglês:  San Andreas Fault) é uma falha geológica tangencial que se prolonga por cerca de 1.290 km através da Califórnia. A falha de Santo André marca um limite transformante, encontro de placas tectônicas que se transformam, ocorre entre a placa do Pacífico e a placa Norte-americana. É uma falha famosa por produzir grandes e devastadores sismos, como o sismo de São Francisco de 1906 que destruiu a cidade.
Existe a crença popular de que um grande abalo sísmico poderá dividir o estado da Califórnia em dois. Nesta crença, uma parte do estado "desprender-se-ia" do continente e formaria uma ilha. Tal evento é cientificamente possível, e poderia ocorrer naturalmente em milhões de anos, um sismo em grande escala aceleraria este processo.
A Falha de Santo André segue numa linha de noroeste a sudeste ao longo da costa da Califórnia. Os números na falha indicam quantos pés o solo cedeu naquele local com o resultado do Sismo de São Francisco de 1906.

## Terremotos relevantes

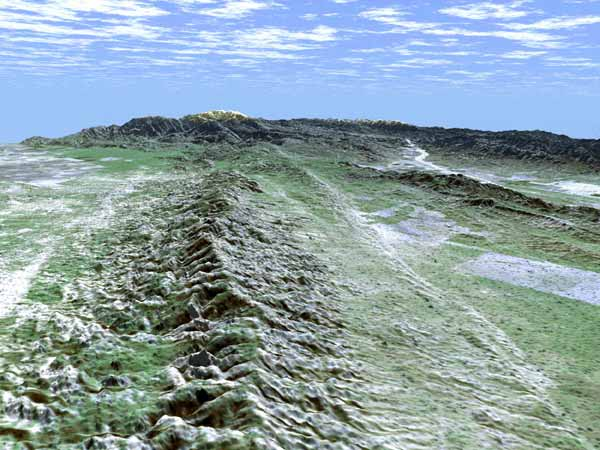
Imagem da NASA da vista da Falha de Santo André da planície Carrizo, na Califórnia.

A Falha de Santo André tem um histórico de notáveis abalos sísmicos:
- 1857 - Com epicentro ao sul de Parkfield e magnitude 8,0 na Escala de Richter, causou duas mortes.
- 1906 - Conhecido como Sismo de São Francisco de 1906, deixou cerca de três mil mortos em decorrência dos abalos e incêndios subsequentes. Atingiu 7,8 graus na escala de Richter.
- 1989 - Com magnitude de 7,1 na escala de Richter, este tremor causou 63 mortes e danos moderados em diversos lugares da Baía de São Francisco.